# Passeig de Mar Manuel Puigvert
El Passeig de Mar Manuel Puigvert és una obra del municipi de Calella (Maresme) amb una balustrada inclosa en l'Inventari del Patrimoni Arquitectònic de Catalunya.

## Descripció
És una urbanització de balustrades i escalinates, amb elements decoratius que separen el passeig de la platja i de la via del tren. Projectats en plena dictadura d'en Primo de Rivera, com ho foren l'escorxador i el mercat, per en J. Martorell i Tarrats. Utilització d'elements de decoració, com per exemple, els obeliscs, molt d'acord amb l'estètica de la nova conjuntura política. L’inici es troba a prop de l'estació de tren. D’aquesta zona surten tres camins separats per arbres i quan arriben al restaurant la Gàbia passen a ser un camí. El pont de la riera forma part del passeig i a partir d’aquest es bifurca en dos camins, un per a vianants i un altre per a bicicletes. S’acaba a prop de la piscina municipal Dorly Strobl.

## Història
L'actual passeig fou construït a mitjan 1927, promogut per l'alcalde J. Dalmau i dedicat a l'alcalde més popular, Manuel Puigvert, "Soques", qui fou l'iniciador des de mitjans del s. XIX, la urbanització del passeig. A l'obra definitiva s'amplià la superfície de l'espai arbrat. La inauguració fou simultània a la del nou escorxador, el mercat i la reforma del far del Cap- Aspre.